# ケン・ユーストン
ケン・ユーストン（1935年1月12日 - 1987年9月19日）は、カジノゲームブラックジャックの欧米で有名なギャンブルプレイヤー。日系二世にあたるアメリカ人。

## 生涯
アメリカ、ニューヨークで日本人移民のウスイ・センゾウとオーストリア人の妻との間に3人兄弟の長男として生まれた。生名はケニス・センゾー・ウスイ (Kenneth Senzo Usui) だったとされる.。IQは169であり、16歳でエール大学に入学する。その後エール大学を卒業後、ハーバード大学からMBAを取得している。1987年フランス、パリにて心不全で死去（52歳）。

## ギャンブル歴
ベン・メズリック著の「ラスベガスをぶっつぶせ」の中に「ケン・アストン」として登場する欧米のギャンブル史上では有名なギャンブラー。カジノ賭博の中で唯一、プレイヤーがカジノに勝利できる可能性をブラックジャックの応用戦略カードカウンティングの中に見出し、実際にその理論を実践して見せた人物として知られる。ただし、その勝率は60％程度にとどまったと言われる。なお現在でも、カジノ賭博のブラックジャックにおけるカードカウンティング行為は違法ではないが（アメリカ、ネバダ州を除く）、カジノの収益を脅かすため多くのカジノで「カードカウンティングを実質的に排除する」「カードを毎回シャッフルをする」などの対策が取られているが、近年では「エンドレス・シャッフルマシンを導入する」ことによりそのほとんどが排除される傾向にある。